# Мартьяново (Великолукский район)
Мартьяново — деревня в Великолукском районе Псковской области России. Входит в состав сельского поселения «Борковская волость».
Расположена на юго-западе района, в 1,5 км от правого берега реки Ловать, в 24 км к юго-западу от центра города Великие Луки и в 18 км к северо-востоку от волостного центра деревни Борки.

## Население
Численность населения деревни по оценке на 2000 год составляла 15 человек, на 2010 год — 22 человека.